# Izolacija (medicina)
U medicini, izolacija je odvajanje jedinke ili skupine od ostale populacije kako ne bi djelovali na druge jedinke u populaciji. 
Zarazni bolesnici izoliraju se radi sprječavanja širenja zarazne bolesti, i to u bolnici (bolnička izolacija) ili u bolesnikovoj kući (kućna izolacija). Za bolesti koje se brzo šire i uzrokuju visoku smrtnost postoje posebne, strogo određene ustanove za izolaciju (karantenska izolacija ili karantena). 
Duševni bolesnici koji su opasni za okolinu izoliraju se u posebne bolnice ili zavode. Kao psihopatološka pojava, izolacija je spontano ili namjerno, djelomično ili potpuno odvajanje osobe od podražaja iz okoline. Psihoanalitički je riječ o odvajanju ideje od prateće, najčešće neugodne emocije. Izolacija se javlja pri opsesivno-kompulzivnoj reakciji. Izolacija iz traumatske sredine može služiti i liječenju.